# Spraying Systems Co.
Die Spraying Systems Co. mit Hauptsitz in Wheaton in Illinois ist ein Anbieter und Hersteller von Düsen, Düsensystemen und Düsensteuerungen. Das Unternehmen entwickelt und produziert Zerstäubungstechnik aus unterschiedlichen Werkstoffen. Über 87.000 verschiedene Produkte befinden sich im Programm.

## Standorte
Spraying Systems Co. verfügt nach eigenen Angaben über zwölf Produktionsstandorte (2× in den USA, 5× in Europa, 4× Asien und 1× in Lateinamerika).
Seit 1961 befindet sich die deutsche Unternehmenszentrale (Verwaltung) in Hamburg, zwei Fertigungsstandorte befinden sich in Schorndorf bei Stuttgart und Witten bei Dortmund.

## Geschichte
1937 gründeten Fred W. Wahlin und Svend Bramsen die Firma Spraying Systems Co. in der Nähe von Chicago. 1961 startete das deutsche Handelshaus W. Schaumlöffel in Hamburg mit dem Vertrieb von zunächst einigen wenigen Spraying Systems Düsen der Marke „TeeJet“ für den Landwirtschaftssektor. Im Jahr 1964 wurde der Düsenhandel auf den Industriesektor ausgeweitet. 1980 kaufte Spraying Systems Co. die Düsensparte von W. Schaumlöffel auf und übernahm das Düsengeschäft in Deutschland. Ab 1981 wurde der Grundstein für die Produktion in Deutschland gelegt. Zunächst wurde nur in Winterbach bei Stuttgart produziert. Ab 1982 kam der zweite Produktionsstandort in Dortmund hinzu. Im Jahr 1998 wurde die Produktion von Dortmund nach Witten verlagert. 2000 wurde dann eine zweite neue Fertigungshalle mit 3550 m² Nutzfläche und 1100 m² Bürofläche in Schorndorf bezogen.

## Landtechnik
In der Agrartechnik ist das Unternehmen für die Herstellung von TeeJet-Düsen bekannt. Die Sparte Landtechnik wurde ausgegliedert und wird von der Unternehmenstochter TeeJet Technologies betreut.